# NGC 562
NGC 562 في الفهرس العام الجديد، هي مجرة، تقع في كوكبة المرأة المسلسلة. اكتشفت في 30 نوفمبر 1885 بواسطة لويس سويفت.

## روابط خارجية
- NGC 562 على موقع ويكي سكاي: DSS2, SDSS, GALEX, IRAS, Hydrogen α, X-Ray, Astrophoto, Sky Map, Articles and images